# La máquina del maná
The Manna Machine ("La Maquina de Maná") es un libro pseudocientífico de George Sassoon y Rodney Dale, publicado en 1978 y basado en su traducción e interpretación de una sección del Zohar titulada "El Anciano de los días" (en alusión a uno de los títulos divinos del Libro de Daniel). Según deducen los autores, el texto que los especialistas en literatura cabalística consideran místico, es en realidad la descripción de una máquina que empleaba energía nuclear para extraer alimento de las algas, al cual la Biblia llamaba maná. 

## Descripción general
Sassoon, formado como ingeniero, dijo haber interpretado las descripciones del texto medieval como si fueran un manual técnico. A partir de ellas pudo diseñar un aparato que producía alimentos a base de algas. Según él, esto explicaría cómo los israelitas sobrevivieron su viaje de cuarenta años en el desierto del Sinaí después del éxodo de Egipto. 
El autor añade que la máquina era alimentada por un reactor nuclear escondido en el Arca de la Alianza. Este dispositivo funcionaba todos los días para producir maná, y era detenido el séptimo día para limpieza y mantenimiento; en esta práctica técnica se originó, según Sasson y Dale, el ritual del Sabbat, el día santo de descanso. 
A fin de respaldar su teoría, los autores publicaron un libro complementario titulado: The Kabbalah Decoded; A new Translation of the Ancient of Days Texts of the Zohar («La Cábala descifrada; una nueva traducción de los textos del Anciano en días en el Zohar)».